# Präsidentschaftswahl im Sudan 2010

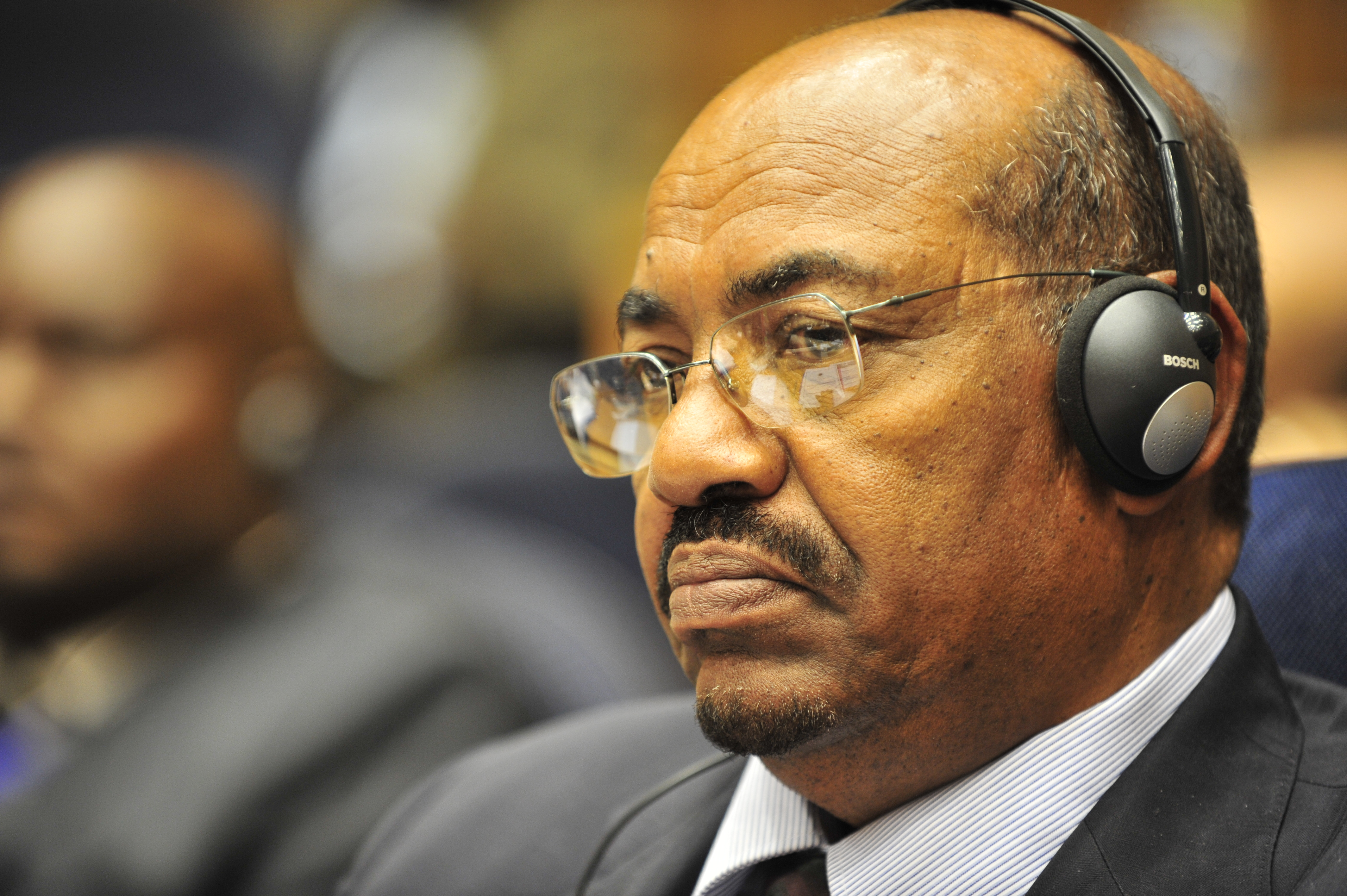
Offizieller Wahlsieger: Omar al-Bashir

Die Präsidentschaftswahl im Sudan 2010 wurde gemeinsam mit der Parlamentswahl, den Wahlen für die Gouverneure und Parlamente der Bundesstaaten des Sudan sowie mit der Parlaments- und Präsidentschaftswahl im Südsudan vom 11. bis 15. April durchgeführt. Offizieller Sieger der von massivem Wahlbetrug und fehlerhaften Wählerlisten gekennzeichneten Wahl war der langjährige Präsident des Sudan, Omar al-Bashir.

## Vorgeschichte: Verschiebungen und Wählerlisten
Die Bedeutung der Wahlen besteht weniger in den vorhersehbaren und angezweifelten Wahlergebnissen als darin, dass sich hier erstmals die Regierung des Gesamtsudan und die Regierung des autonomen Südsudans auf ein Wahlverfahren einigten und damit die Übergangsperiode nach dem Ende des Bürgerkriegs 2005 beendet wurde. Durch die weitgehende Einigung auf ein Wählerverzeichnis wurden zudem auch Voraussetzungen für das Unabhängigkeitsreferendum im Südsudan 2011 geschaffen. Mit dem erwarteten positiven Ausgang dieses Referendums und damit der Unabhängigkeit des Südsudans dürften die Wahlen zudem die letzten im vereinten Sudan gewesen sein.
Die Wahlen sollten ursprünglich bereits 2009 durchgeführt werden und sind mehrfach verschoben worden. Eine große Hürde für die Durchführung der Wahlen war die Einigung auf eine Wählerliste, die eine Volkszählung zur Voraussetzung hatte. Ursprünglich für Mitte 2007 geplant, wurde die Zählung mehrfach verschoben und schließlich im April 2008 durchgeführt. Umstritten war hierbei insbesondere die Einwohnerzahl des autonomen Südsudans, die schließlich mit etwa 8 Millionen Menschen bei einer Gesamtbevölkerung von 38 Millionen angegeben wurde. Nachdem erste Ergebnisse angeblich nur 3 Millionen gezählt hatten, hatte die Vertretung des Südsudans mit Wahlboykott gedroht, sollte ihre Bevölkerung mit weniger als 11 – 13 Millionen Menschen angesetzt werden. Ein Hintergrund der unterschiedlichen Zahlen war die Zählung der großen Anzahl von Binnenflüchtlingen innerhalb des Sudans.

## Kandidaten
Das ergänzte Wahlgesetz, auf das sich Nord und Süd 2008 einigten, sah für Präsidentschaftskandidaten ein Minimum von jeweils 200 Unterstützern in 18 der 25 Bundesstaaten des Sudan vor. Kandidaten mussten zudem über 40 Jahre alt und frei von Vorstrafen sein.
12 Kandidaten standen schließlich auf der Wahlliste, davon waren der bisherige Präsident des Gesamtstaates Omar al-Bashir und Yasir Arman für die Sudanesischen Volksbefreiungsbewegung (SPLM), also die regierende Partei des Südsudan, die von vornherein einzig chancenreichen Kandidaten. Ursprünglich hatte Salva Kiir Mayardit, der Präsident des Südsudans, seine Kandidatur für die SPML angekündigt, sie dann aber später zurückgezogen. Einen Monat vor der Wahl zog auch Yasir Arman seine Kandidatur wieder zurück, da die SPML von geplantem Wahlbetrug ausging. Der Name des SPML-Vertreters blieb aufgrund der Kurzfristigeit des Rückzugs dennoch auf den Wahlzetteln stehen und er erhielt mit 21 % die zweitmeisten Stimmen.

## Offizielle Ergebnisse

Graphische Darstellung des Wahlergebnisses

| Kandidat – Partei                                          | Stimmen    | %        |
| ---------------------------------------------------------- | ---------- | -------- |
| Omar al-Bashir – Nationale Kongresspartei                  | 6 901 694  | 68,24 %  |
| Yasir Arman – Sudanesische Volksbefreiungsbewegung (SPLM)  | 2 193 826  | 21,69 %  |
| Abdullah Deng Nhial – Popular Congress Party               | 396 139    | 3,92 %   |
| Hatim Al-Sir – Democratic Unionist Party                   | 195,668    | 1,93 %   |
| Al-Sadiq Al-Mahdi – Umma Party                             | 96 868     | 0,96 %   |
| Kamil Idriss – Unabhängiger                                | 77 132     | 0,76 %   |
| Mahmood Ahmed Jeha – Unabhängiger                          | 71 708     | 0,71 %   |
| Mubarak al-Fadil – Umma Reform and Renewal Party           | 49 402     | 0,49 %   |
| Munir Sheikh El-din Jallab – New National Democratic Party | 40 277     | 0,40 %   |
| Abdel-Aziz Khalid – Sudanese National Alliance             | 34 592     | 0,34 %   |
| Fatima Abdel-Mahmood – Sudanese Socialist Democratic Union | 30 562     | 0,30 %   |
| Mohamed Ibrahim Nugud – Sudanesische Kommunistische Partei | 26 442     | 0,26 %   |
| Stimmen gesamt                                             | 10 114 310 | 100,00 % |
| Quelle: Sudan Tribune (englisch)                           |            |          |